# Cicerbita petiolata
Cicerbita petiolata là một loài thực vật có hoa trong họ Cúc. Loài này được Gadnidze mô tả khoa học đầu tiên năm 1965.